# Zickry Casiodoro
Zickry Casiodoro, né Lubenga Zickry à Bukavu le 9 mai 1990, est un artiste musicien, auteur-compositeur, producteur et réalisateur congolais.

## Carrière
Né d'une famille chrétienne, passionné d'arts, Zickry Casiodoro est un artiste vocaliste (chanteur, rappeur, beatmaker fan de la musique électronique), producteur d'artistes et agent de l'état congolais, qui vit et travaille à Kisangani et dans le reste de la RDC. Réalisateur en chef à la télévision nationale congolaise (RTNC) et aussi un attaché de presse au gouvernorat provincial de la Tshopo, Zickry Casiodoro est une figure influente dans la Tshopo et dans la ville de Kisangani en particulier. Tout a commencé en 2016 quand il a fait sortir un single intitulé Walking,, avec son ami dj Blaam qui lui a aidé à faire le beat. Une chanson qui lui a donné le gout de faire la musique. Et qui est sortie meilleure chanson dans le top 100 de chansons congolaises urbaines en 2019.
Engagé depuis 2010 comme agent de l'état à la RTNC, Zickry Casiodoro occupe le poste de réalisateur en chef et cadre de cette institution de l'État congolais jusqu'aujourd'hui.

### Enfance et débuts
Né à Bukavu dans la province de Sud-Kivu en République démocratique du Congo, Zickry Casiodoro a grandi dans les quartiers chauds de la ville de Bukavu dans la commune d'Ibanda sous l'influence de la musique dites east african musicset le rap US en vogue dans les années 2000 ce qui lui avait donné le gout de faire la musique plus tard.
Sous l'influence de la musique lourde de 50 Cent ainsi que la musique ouest africaine, il commençant à écrire des chansons dans le style afrobeat et pop qui lui a fait connaitre dans la région de grands lac et qui lui a valu le prix du meilleur artiste le plus acheté en 2021,. Dans son premier album sortie en 2019 Black and White, il y a eu des titres phares tel que Munofu,, Semis ainsi que Baba Kita qui ont cartonné.

Il a publié deux albums et plusieurs singles dans les années qui ont suivi.
Albums de Zickry Casiodoro
Black and White Nobody Knows

## Distinctions
2021: Prix du meilleur artiste acheté pour le mois de novembre, Disque Troto,
2024 : Nommé personnalité la plus influente de la ville de Kisangani,

## Discographie

### Singles
1. Semis
Sortie : 2021